# Коммунизм рабочих советов
Коммуни́зм рабо́чих сове́тов (рэтекоммуни́зм, нем. Rätekommunismus) — коммунистическое движение, возникшее в Германии и Нидерландах в 1920-х годах, отвергающее идею партии как авангарда пролетариата (так как это обязательно приведёт к партийной диктатуре). Сторонники коммунизма рабочих советов ратовали за рабочую демократию, которая реализуется через федерацию рабочих советов, составленных из делегатов, избранных на рабочих местах и подлежащих отзыву в любой момент. 

## История
С началом в 1918 году немецкой революции в Германии была создана Коммунистическая рабочая партия Германии (КРПГ). Это произошло сразу же после того, как ведущие теоретики левого коммунизма были исключены из КПГ Паулем Леви. КРПГ не работала в традиционных профсоюзах, предпочитая формировать собственные революционные союзы — unionen. Включая в начале основания несколько десятков тысяч революционеров, партия достигла максимума в 1921 году, набрав 200 000 участников, после чего её популярность резко пошла на спад, что сопровождалось постоянными расколами. Первый крупный раскол произошёл после создания Фрицем Вольфхаймом и Генрихом Лауфенбергом национал-большевистской фракции.
Несмотря на своё относительно недолгое существование, КРПГ создала Коммунистический рабочий интернационал (KAI), куда входили также крошечная болгарская Коммунистическая рабочая партия, КРП в Великобритании, возглавляемая Сильвией Панкхёрст, а также в Голландии. В случае Нидерландов речь шла о группе «трибунистов», включавшей астронома Антона Паннекука и поэта Германа Гортера, которые стояли у истоков Коммунистической партии Нидерландов.
Наиболее радикальное течение коммунистов рабочих советов в Германии — AAUD-E (Всеобщий Рабочий Союз — Единство, до 83 тыс. участников) — не просто выступало с критикой партий и профсоюзов, но утверждало, что эти буржуазные институты должны быть уничтожены сознательными рабочими, как и все прочие организации буржуазии (частные компании, парламенты, государственные органы).
По мнению AAUD-E, централизованные партийные бюрократии (иерархически организованные пирамиды чиновников) узурпируют право трудового населения самостоятельно (через свои собрания и советы) руководить собственной жизнью, эксплуатируют рядовых участников партийных организаций, присваивая себе право распоряжаться коллективно собранными средствами, инфраструктурой партии и т. п.. Аналогично, профсоюзные бюрократии узурпируют право работников бороться за свои права, эксплуатируют их и, к тому же, выступают посредниками по продаже рабочей силы бизнесу. Важные черты AAUD-E — непримиримое отношение к партиям и профсоюзам, а также жесткий интернационализм.
Коммунисты рабочих советов участвовали в забастовочном движении с экономическими требованиями, хотя к экономическим стачкам относились прохладно, считая их пережитком старых дореволюционных времен: «не надо ничего требовать у буржуазии, надо захватывать фабрики и территорию». Революционная организация должна была строиться, по их мнению, как добровольная «горизонтальная» ассоциация рабочих комитетов.
Коммунисты рабочих советов определяли Вторую мировую войну как «Вторую империалистическую», призывая социальные низы восстать против всех существующих режимов, создать, как и во время Первой империалистической войны рабочие и солдатские советы, направить штыки против собственных генералов — немецких, советских, английских. Схватка эксплуататорских империй представлялась им кровавой мясорубкой, борьба против которой (и которых) любыми средствами (дезертирство, забастовка, восстание) — есть долг всякого сознательного работника.
Социальная революция представлялась коммунистам рабочих советов как процесс, выходящий за рамки одной страны, ибо капитализм, будучи мировой системой, может быть уничтожен только во всемирном масштабе. С целью расширения борьбы предлагалось организовать международный Интернационал Советов.

## Близкие течения
Позже свою солидарность с коммунизмом рабочих советов выскажут Группа интернациональных коммунистов, Хенк Канне-Майер, Кайо Брендель и Пауль Маттик, ситуационисты, группы «Корни и ветви»[уточнить] в США, «Социализм или варварство» во Франции, «Солидарность» в Великобритании. С коммунизмом рабочих советов некоторое время были связаны ранние гегельянские марксисты Дьёрдь Лукач (1918—1922 годы), Карл Корш (1930-е годы), Евгений Пашуканис.

## Известные представители
- Коммунисты рабочих советов (категория)